# Étusson
Étusson era una comuna francesa situada en el departamento de Deux-Sèvres, de la región de Nueva Aquitania, que el 1 de enero de 2016 pasó a ser una comuna delegada de la comuna nueva de Saint-Maurice-Étusson al fusionarse con la comuna de Saint-Maurice-la-Fougereuse.

## Demografía
| Gráfica de evolución demográfica de Étusson entre 1800 y 2013 |
|                                                               |

Los datos demográficos contemplados en este gráfico de la comuna de Étusson se han cogido de 1800 a 1999 de la página francesa EHESS/Cassini, y los demás datos de la página del INSEE.